# NGC 5528
NGC 5528 (również PGC 50981) – galaktyka spiralna (Sb), znajdująca się w gwiazdozbiorze Wolarza. Odkrył ją Lewis A. Swift 23 marca 1887 roku. Jest to galaktyka z aktywnym jądrem typu LINER.